# Борегар, Вильям
Вильям Борегар (William Beauregard; 8 января 1889, Холиок — 20 августа 1932, Холиок) — американский шашист, первый чемпион мира по канадским шашкам, владевший этим титулом с 1923 по 1931 год.

## Биография
Вильям Борегар родился 8 января 1889 года в Холиоке (Западный Массачусетс). Отец Вильяма Эдвард Борегар (?-1942) — пятикратный чемпион США по канадским шашкам (в 1901—1904 годах). Не удивительно, что и Вильям увлёкся шашками в довольно раннем возрасте. Впоследствии отец и сын вместе играли за команду США в традиционных матчах по шашкам на 144-клеточной доске против сборной Канады. В 1908 году Вильям Борегар становится чемпионом США по канадским шашкам, выиграв матч у Ж. Отье. В 1909 году Борегар побеждает в матче канадского мастера Х. Пеллетье и завоёвывает титул чемпиона Америки. В 1910 году Борегар утратил этот титул, проиграв в матче Джону Жандрону (Канада), но уже в следующем году взял реванш и титул себе вернул. В 1912 году Борегар снова потерпел поражение, теперь в матче с другим Жандроном — Алфредом. После этого поражения Борегар на несколько лет отошёл от борьбы за первенство на американском континенте. Возвращение было триумфальным. В 1917—1920 годах Борегар со значительным преимуществом выиграл пять матчей у всех своих главных соперников: американцев Августа Лафранса и Вилли Лафранса, канадцев Джона Жандрона и Алфреда Жандрона. А в 1921 и 1922 годах Борегар дважды с феноменальным результатом побеждает в турнирах Американской Лиги: +12 в 12 партиях в 1921 году и +12=1 в 1922 году. В дальнейшем он выиграл ещё несколько подобных турниров. На Северо-Американском континенте Борегару не осталось равных соперников. В октябре 1923 года в Монреале газетами «La Patrie» и «La Presse» был организован не вполне обычный матч за звание чемпиона мира между Борегаром, как чемпионом Америки, и приехавшим в Канаду голландцем Бенедиктом Шпрингером, как «чемпионом Европы». Матч состоял из десяти партий, пять из которых игрались на 144-клеточной доске по правилам канадских шашек, а пять — на 100-клеточной доске по правилам международных шашек. Стоклеточная часть матча завершилась вничью (+1-1=3), а в канадской части Борегар одержал убедительную победу (+3=2). Европейские шашечные федерации чемпионский статус матча не признали, а на американском континенте от него начали вести отсчёт соревнованиям на первенство мира по канадским шашкам. Борегар планировал в 1925 году выступить на чемпионате мира по международным шашкам в Париже и рассматривался в качестве одного из главных фаворитов турнира. Но болезнь сердца сорвала поездку Борегара в Париж, и он никогда так и не побывал в Европе. А Шпрингер в 1928 году завоевал титул чемпиона мира по международным шашкам. В 1925 году очередной матч между командами США и Канады закончился вничью. Вильям Борегар выиграл пять партий из шести, но проиграл Марселю Делорье. В сентябре 1929 года в Монреале между Борегаром и Делорье был проведён матч за звание чемпиона мира, после напряжённой борьбы закончившийся победой Борегара, хотя и с минимальным преимуществом. Борегар участвовал в шашечных соревнованиях не только на 144-клеточной доске, но и на 100 и 64-клеточных досках. Он был и неплохим шахматистом. Однажды он дал сеанс одновременной игры против четырёх групп соперников: в шашки
на 144, 100 и 64-клеточных досках и в шахматы. Газеты сообщили об этом событии, как о мировом рекорде.
В 1931 году Борегар объявил, что из-за болезни он вынужден прекратить участвовать в соревнованиях. В августе 1932 года Борегар скончался и был похоронен на Холиокском кладбище Божией матери.

## Семья
В 1915 году В. Борегар женился на Роз-Анне Бернье. В браке родились две дочери: Лилиан (1916 г.р.) и Жанна (1918 г.р.).

## Главные матчевые результаты В. Борегара
- 1908 В. Борегар — Ж. Отье +1=4 — матч за звание чемпиона США
- 1909 В. Борегар — С. Кэрон +1=2 — матч за звание чемпиона США
- 1909 В. Борегар — Х. Пеллетье +2=2 — матч за звание чемпиона Америки
- 1910 В. Борегар — У. Кэрон +1=4 — матч за звание чемпиона Америки
- 1910 В. Борегар — Дж. Жандрон +1-2=1 — матч за звание чемпиона Америки
- 1911 В. Борегар — Дж. Жандрон +1=4 — матч за звание чемпиона Америки
- 1912 В. Борегар — А. Жандрон −1=5 — матч за звание чемпиона Америки
- 1917 В. Борегар — А. Лафранс +1=4 — матч за звание чемпиона США
- 1918 В. Борегар — Дж. Жандрон +3-1=3 — матч за звание чемпиона Америки
- 1918 В. Борегар — В. Лафранс +3-1=4 — матч за звание чемпиона Америки
- 1918 В. Борегар — А. Жандрон +3=1 — матч за звание чемпиона Америки
- 1919 В. Борегар — А. Лафранс +3-1=3 — матч за звание чемпиона Америки
- 1920 В. Борегар — В. Лафранс +3=3 — матч за звание чемпиона Америки
- 1923 В. Борегар — Б. Шпрингер +4-1=5 — матч за звание чемпиона мира
- 1929 В. Борегар — М. Делорье +2-1=7 — матч за звание чемпиона мира